# الوصر (ذي السفال)

تعديل مصدري - تعديل

الوصر هي إحدى قرى عزلة ريده ورياد بمديرية ذي السفال التابعة لمحافظة إب، بلغ تعداد سكانها 2125 نسمة حسب تعداد اليمن لعام 2004.
تتميز الوصر بجمالها  الطبيعي وجبالها العاليه والجميله 
كما تتواجد فيها مدرسة ومجمع ابن الجراح من افضل المدارس على مستوى الجعاشن وذي السفال  